# Цветко Стоянов
Цветан (Цветко) Стоянов Георгиев (Геров), известен като Яблански или Ябланечки, (изписване до 1945 година: Цвѣтко Стояновъ) е български революционер, войвода на Вътрешната македоно-одринска революционна организация.

## Биография
Цветко Стоянов е роден в 1872 година в дримколското Ябланица, тогава в Османската империя, днес в Северна Македония. По професия е каменоделец. Влиза във ВМОРО и изпълнява терористични задачи. В 1900 е арестуван и затворен в Дебър. След като излиза от затвора става нелегален четник при Никола Русински. От пролетта на 1902 година е негов подвойвода в родния си Дримкол. През Илинденско-Преображенското въстание действа в Стружко и Охридско. Негов четник е Марко Павлов.
Загива в Нерези през 1903 година. Според Милан Матов е убит заедно с поп Йоан Бабунов, също деец на ВМОРО, уж случайно от Милош Кръстев, защото му се бъркали в района.